# İlayda Çevik
İlayda Çevik (Balıkesir, 22 dicembre 1994) è un'attrice turca, nota per aver interpretato il ruolo di Balca Koçak nella serie Love Is in the Air (Sen Çal Kapımı), per quello di Betül Arcan nella serie Terra amara (Bir Zamanlar Çukurova) e per quello di İpek Okuyan nella serie Tradimento (Aldatmak).

## Biografia
Nata nel 1994 a Balıkesir (Turchia) e appassionata di teatro fin da piccola, İlayda Çevik ha una sorella gemella, Melisa. Oltre al turco, parla fluentemente l'inglese, il tedesco e il francese. Ha iniziato a recitare in teatro e dopo aver completato l'istruzione primaria e secondaria, ha deciso di iscriversi presso il dipartimento teatrale dell'Università di Yeditepe, dove al termine degli studi ha conseguito la laurea.
Dal 2013 al 2016 ha iniziato la carriera di recitazione dopo essere stata scritturata per interpretare il ruolo di Maya Şamverdi nella serie in onda su Fox Karagül. Nel 2013 ha fatto il suo debutto al cinema con il ruolo di Ayça nel film Kızım İçin diretto da Hakan Haksun.
Nel 2017 ha interpretato il ruolo di Yıldız Keskin nella serie in onda Kanal D İsimsizler e quello di Gülayşe nella serie in onda su Fox Savaşçı. Nello stesso anno ha recitato nel film Niyazi Bey diretto da Aydin Bulut e nel cortometraggio Bir Cenaze diretto da Baki Erdi Mamikoglu, nel ruolo di Deniz. Nel medesimo anno ha preso parte al video musicale My Name is Peace di Barış Bölükbaşı.
Nel 2018 e nel 2019 ha interpretato il ruolo di Berrak Yılmaz nella serie in onda su ATV Sen Anlat Karadeniz. Nel 2020 ha ricoperto il ruolo della protagonista Bahar Çetin nella serie in onda su ATV Gel Dese Aşk. Nel 2020 e nel 2021 ha interpretato il ruolo secondario di Balca Koçak nella serie in onda su Fox Love Is in the Air (Sen Çal Kapımı), insieme agli attori Hande Erçel e Kerem Bürsin. Nel 2021 e nel 2022 è stata scelta per interpretare il ruolo di Betül Arcan nella serie in onda su ATV Terra amara (Bir Zamanlar Çukurova), insieme agli attori Hilal Altınbilek, İbrahim Çelikkol, Sibel Taşçıoğlu, Erkan Bektaş e Altan Gördüm.
Nel 2022 ha ricoperto il ruolo di Nil nel film Iliski Doktoru diretto da Mustafa Ugur Yagcioglu. Nel 2022 e nel 2023 è entrata a far parte del cast della serie Tuzak, nel ruolo di Luna. Nel 2023 e nel 2024 ha ottenuto il ruolo di İpek Okuyan nella serie in onda su ATV Tradimento (Aldatmak). Nel 2024 ha vestito i panni di Asude Alptekin nella serie in onda su ATV Kör Nokta.

## Filmografia

### Cinema
- Kızım İçin, regia di Hakan Haksun (2015)
- Niyazi Bey, regia di Aydin Bulut (2017)
- Iliski Doktoru, regia di Mustafa Ugur Yagcioglu (2022)

### Televisione
- Karagül – serie TV, 125 episodi (Fox, 2013-2016)
- İsimsizler – serie TV, 27 episodi (Kanal D, 2017)
- Savaşçı – serie TV (Fox, 2017)
- Sen Anlat Karadeniz – serie TV, 38 episodi (ATV, 2018-2019)
- Gel Dese Aşk – serie TV, 4 episodi (ATV, 2020)
- Love Is in the Air (Sen Çal Kapımı) – serie TV, 7 episodi (Fox, 2020-2021)
- Terra amara (Bir Zamanlar Çukurova) – serie TV, 44 episodi (ATV, 2021-2022)
- Tuzak – serie TV, 26 episodi (TV8, 2022-2023)
- Tradimento (Aldatmak) – serie TV, 36 episodi (ATV, 2023-2024)
- Kör Nokta – serie TV, 4 episodi (ATV, 2024)

### Cortometraggi
- Bir Cenaze, regia di Baki Erdi Mamikoglu (2015)

### Video musicali
- My Name is Peace di Barış Bölükbaşı (2017)

## Doppiatrici italiane
Nelle versioni in italiano dei suoi film e delle sue serie TV, İlayda Çevik è stata doppiata da:
- Irene Trotta[49] in Love Is in the Air,[50] in Terra amara,[51] in Tradimento[52]

## Riconoscimenti
- Turkey Youth Awards
  - 2019: Candidata come Miglior attrice televisiva non protagonista per la serie Sen Anlat Karadeniz